# Ashlyn Gere
Ashlyn Gere (Cherry Point, 14 settembre 1959) è un'attrice e attrice pornografica statunitense.
Ha interpretato ruoli anche in film non pornografici e per la televisione.

## Carriera
Nata il 14 settembre 1967, durante gli anni ottanta ha interpretato svariati ruoli in alcuni film di serie B: ad esempio nel film Creepozoids del 1987, in cui ha interpretato il ruolo di Kate. È stata attrice, con lo pseudonimo Kimberly Patton in diverse serie televisive: Space: Above and Beyond (dal 1995 al 1996) ed è apparsa, sempre con lo stesso nome, in diversi episodi di Silk Stalkings e Millennium È apparsa anche nei film The One, Willard il paranoico e, accreditata come Kimberly Ashlyn Gere, in un episodio di X-Files.
È divenuta attrice pornografica intorno al 1990, ma ha continuato comunque a realizzare parti in film non-hardcore.
Si definisce bisessuale.

## Riconoscimenti

### AVN Awards
- 1993 – Best Actress (film) per Chameleons[6]
- 1993 – Best Actress (video) for Two Women[6]
- 1993 - Best All-Girl Sex Scene (film) per Chameleons con Deidre Holland[6]
- 1993 - Best Group Sex Scene (video) per Realities 2 con Marc Wallice e TT Boy[6]
- 1993 - Female Performer of the Year[6]
- 1995 - Best Actress (film) per The Masseuse 2[6]
- 1995 - Best Actress (video) per Body & Soul[6]
- 1995 - Best Couples Sex Scene (video) per Body & Soul con Mike Horner[6]
- 1996 - Hall of Fame[7]

### XRCO Award
- 1991 – Starlet of the Year[8]
- 1993 – Best Actress (Single Performance) per Chameleons: Not The Sequel[9]
- 1993 – Best Couples Sex Scene per Chameleons: Not The Sequel con Rocco Siffredi[9]
- 1993 – Best Girl-Girl Scene per Chameleons: Not The Sequel con Deidre Holland[9]
- 1993 – Female Performer of the Year[9]
- 2003 – Hall of Fame[9]

### F.O.X.E.
- 1992 - F.O.X.E. Female Fan Favorite[10]
- 1993 - F.O.X.E. Female Fan Favorite[10]
- 1994 - F.O.X.E. Female Fan Favorite[10]

## Filmografia

### Attrice
- Adventures of Billy Blues (1990)
- Bikini Brats (1990)
- Black Stockings (1990)
- Boobs Butts and Bloopers 2 (1990)
- Bun For The Money (1990)
- Bush Pilots (1990)
- Club Head (1990)
- Club Head (new) (1990)
- Dr. Jeckel And Ms. Hide (1990)
- Eternity (1990)
- Filthy Delight 4 (1990)
- House of Dreams (1990)
- Laid Off (1990)
- Last Resort (1990)
- Pleasure Seekers (1990)
- Scream in the Night (1990)
- Secrets (1990)
- Shifting Gere (1990)
- Sporting Illustrated (1990)
- Swedish Erotica Featurettes 5 (1990)
- Sweet Angel Ass (1990)
- Taste of Ashlyn Gere (1990)
- Tease (1990)
- Total Reball (1990)
- True Sin (1990)
- Adult Video News Awards 1991 (1991)
- Adventures of Mikki Finn (1991)
- All That Sex (1991)
- Bad (1991)
- Bush Pilots (new) (1991)
- Cheeks 5 (1991)
- Deep Inside Centerfold Girls (1991)
- Editor's Choice 2 (1991)
- Gere Up (1991)
- Hot Rod To Hell 1 (1991)
- Imagine (1991)
- Laid in Heaven (1991)
- Legend 3 (1991)
- Magnificent Seven (1991)
- Malibu Spice (1991)
- Mirage 1 (1991)
- Miss Twentyfirst Century (1991)
- Model (1991)
- Mystery of Payne (1991)
- Put It In Gere (1991)
- Realities 1 (1991)
- Rising Star (1991)
- Sleeping Around (1991)
- Slow Burn (1991)
- Talk Dirty to Me 8 (1991)
- With Love From Ashlyn (1991)
- Adult Video News Awards 1992 (1992)
- Andrew Blake's Girls (1992)
- Ashlyn Gere: The Savage Mistress (1992)
- Auction 1 (1992)
- Bedrooms And Boardrooms (1992)
- Betrayal (1992)
- Bonnie and Clyde 1 (1992)
- Bush Pilots 2 (1992)
- Captain Butts' Beach (1992)
- Chameleons (1992)
- Gerein' Up (1992)
- Grand Prix Fever (1992)
- Hot Shots (1992)
- Just For Tonight (1992)
- Lick Bush (1992)
- Mirage 2 (1992)
- Pink Pussycat (1992)
- Realities 2 (1992)
- Secret Garden 1 (1992)
- Secret Garden 2 (1992)
- Sexual Instinct (1992)
- Someone Else (1992)
- Sorority Sex Kittens 2 (1992)
- Street Angels (1992)
- Sunrise Mystery (1992)
- Tailiens 2 (1992)
- Tailiens 3 (1992)
- Talk Dirty to Me 9 (1992)
- True Legends of Adult Cinema: The Golden Age (1992)
- Two Women (1992)
- Waterbabies (1992)
- Witching Hour (1992)
- Wrapped Up (1992)
- Adult Video News Awards 1993 (1993)
- Anonymous (1993)
- Best of Andrew Blake (1993)
- Bigger They Come (1993)
- Bonnie and Clyde [Director's Cut] (1993)
- Bonnie and Clyde 2 (1993)
- Compendium Of Bruce Seven's Most Graphic Scenes 2 (1993)
- Compendium Of Bruce Seven's Most Graphic Scenes 3 (1993)
- Compendium Of Bruce Seven's Most Graphic Scenes 4 (1993)
- Creation of Karin: Tormented and Transformed (1993)
- Deep Inside Deidre Holland (1993)
- Deep Inside Kelly O'Dell (1993)
- Dirty Books (1993)
- Dresden Diary 7: The Creation Of Hellfire (1993)
- Dresden Diary 8: The Hellfire Legend (1993)
- Dripping Wet (1993)
- Education Of Karin (1993)
- Ice Woman 1 (1993)
- Ice Woman 2 (1993)
- Mistress of Payne (1993)
- New Lovers (1993)
- Night Train (1993)
- Paper Tiger (1993)
- Pussy Galore (1993)
- Screamin' Mimi (1993)
- Sorority Sex Kittens 1 (1993)
- Steamy Windows (1993)
- True Legends of Adult Cinema: The Modern Video Era (1993)
- True Legends of Adult Cinema: The Unsung Superstars (1993)
- Voices In My Bed (1993)
- Adult Video News Awards 1994 (1994)
- All The Way Up (1994)
- Animal Instinct (1994)
- Aroused (1994)
- Best of Female Domination 14: Dominatrix Supreme (1994)
- Body and Soul (1994)
- Cheating (1994)
- Deep Inside Deidre Holland (1994)
- Dirty Looks (1994)
- Dominatrix Supreme 14 (1994)
- Masseuse 2 (1994)
- Night Vision (1994)
- SEX 3: After Seven (1994)
- Action Packed (1995)
- Adult Video News Awards 1995 (1995)
- Ashlyn Rising (1995)
- Best of Ashlyn Gere (1995)
- Companion: Aroused 2 (1995)
- Deep Inside Tyffany Million (1995)
- Extreme Sex 4: The Experiment (1995)
- Hometown Honeys 6 (1995)
- Overtime: More Oral Hijinx (1995)
- Photoplay (1995)
- Simply Blue (1995)
- Dancing in the Dark (1996)
- Internal Affairs (1996)
- N.Y. Video Magazine 9 (1996)
- Picture Perfect (1996)
- Sorority Sex Kittens 3 (1996)
- Decadence (1997)
- Other Side of Shawnee (1997)
- Victim Of Love (1997)
- All For You (1998)
- Asianatrix (1998)
- Cock Smokers 12 (1999)
- Deep Inside Kylie Ireland (1999)
- Faith Betrayed (1999)
- House of Whores 1 (1999)
- Inheritance (1999)
- Whack Attack 5 (1999)
- Abyss (2000)
- Best of the Vivid Girls 30 (2000)
- Big Fat F.N. Tits 3 (2000)
- Big Tops 2 (2000)
- Do You Kiss Your Mother With That Mouth (2000)
- Extreme Revolution (2000)
- Extremely Yours, Ashlyn Gere (2000)
- Goo Gallery 1 (2000)
- Horny Blowjob Babes (2000)
- Purity and Innocence (2000)
- Club Sin (2001)
- Curtain Call (2001)
- Deep Inside Jenna Jameson (2001)
- Deep Inside Racquel Darrian (2001)
- Get It in Gere (2001)
- Jenna: Extreme Close Up (2001)
- Nikki Dial: Extreme Close Up (2001)
- On The Ropes (2001)
- Portholes To Hell (2001)
- Vajenna (2001)
- Whack Attack 12 (2001)
- Crime and Passion (2002)
- Debi Diamond: Up Close and Personal (2002)
- Deep Inside Ashlyn Gere (2002)
- Sunset Stripped (2002)
- Thigh High (2002)
- Young Jenna (2002)
- Barbara Broadcast Too (2003)
- Saturday Night Beaver (2003)
- Swedish Erotica 4Hr 19 (2003)
- Swedish Erotica 4Hr 22 (2003)
- Carpool (2004)
- Hostess With The Moistest (2005)
- Rack 'em Up (2006)
- Every Man's Fantasy: 2 Girls for Every Man 5 (2007)
- Retro Pussy (2007)
- Samantha Strong Collection (2007)
- Swedish Erotica 86 (2007)
- Fuck Cuts - The 90's (2009)
- Screw Love, Let's Fuck (2011)

#### Non Pornografici
- Furia assassina, regia di Dominick Brascia (1986)
- Creepozoids, regia di David DeCoteau (1987)
- Basic Instinct, regia di Paul Verhoeven (1992)
- The One, regia di James Wong (2001)
- Willard il paranoico, regia di Glen Morgan (2003)

### Regista
- Faith Betrayed (1999)
- Inheritance (1999)